# Tim Stanik
Tim Stanik (* 1978 in Wülfrath) ist ein deutscher Erziehungswissenschaftler mit dem Schwerpunkt Erwachsenenbildung/Weiterbildung.

## Leben
Tim Stanik studierte nach einer Ausbildung zum Industriekaufmann Erziehungswissenschaft mit dem Schwerpunkt Erwachsenenbildung, Berufspädagogik und Soziologie an der Universität Dortmund. Von 2008 bis 2014 war er Wissenschaftlicher Mitarbeiter am Lehrstuhl für Erwachsenenbildung an der Technischen Universität Dortmund, wo er im Jahr 2015 seine Promotion abschloss. Von 2014 bis 2020 war er wissenschaftlicher Assistent am Lehrstuhl für Erwachsenenbildung an der Eberhard Karls Universität Tübingen.
Im Jahr 2020 erhielt er einen Ruf an die Ruprecht-Karls-Universität Heidelberg, den er ablehnte. Im selben Jahr wurde er zum Professor für Beratungswissenschaften mit dem Schwerpunkt Digitalisierung an der Hochschule der Bundesagentur für Arbeit (HdBA) ernannt. Seit dem Jahr 2023 hat er eine Universitätsprofessur für Erziehungswissenschaft mit der Denomination Erwachsenenbildung und Pädagogische Professionalität an der Universität Münster inne.
Seine Forschung- und Arbeitsschwerpunkte liegen insbesondere im Bereich der (digitalen) Beratung in der Weiterbildung sowie in der Didaktik der Erwachsenenbildung.

## Veröffentlichungen (Auswahl)
Monografie
- Beratung in der Weiterbildung als institutionelle Interaktion. Studien in Pädagogik, Andragogik and Geragogik. Peter Lang Edition, Frankfurt am Main 2015, ISBN 978-3-631-67044-6 (Dissertation Technische Universität Dortmund)

Buch- und Lexikonbeiträge
- Anbieterinstitutionelle Kontexte und Beratungen in der Weiterbildung. In: W. Gieseke, D. Nittel (Hrsg.): Handbuch Pädagogische Beratung über die Lebensspanne. Stuttgart 2016, S. 425–434.
- Umgänge mit Prekarität von Lehrenden in der Weiterbildung – eine explorative, berufsbiographische Längsschnittuntersuchung. In: C. Iller u. a. (Hrsg.): Dokumentation der Jahrestagung 2016 der Sektion Erwachsenenbildung. Opladen 2017, S. 329–339.
- Weiterbildungsberatung. In: I. Pick (Hrsg.): Beraten in Interaktion. Eine gesprächslinguistische Typologie des Beratens. Frankfurt am Main 2017, S. 259–278.
- Mikrodidaktische Modelle. Historische Betrachtung eines teildisziplinären Spezialdiskurses. In: O. Dörner u. a. (Hrsg.): Vergangene Zukünfte – neue Vergangenheiten Geschichte und Geschichtlichkeit der Erwachsenenbildung. Dokumentation der Jahrestagung 2019 der Sektion Erwachsenenbildung. Opladen 2020, S. 274–284.
- Didaktische Prinzipien der Erwachsenenbildung als Beiträge auf aktuelle Fragen der Inklusion in der Weiterbildung. In: S. Herzog, S. Wieckert (Hrsg.): Inklusion – eine Chance. Bildung neu zu denken?! Weinheim/ Berlin 2020, S. 120–137.
- Unterricht. In: R. Arnold, E. Nuissl, J. Schrader (Hrsg.): Wörterbuch Erwachsenenbildung. Stuttgart 2023, S. 415.
- Lehr-/Lernziele. In: R. Arnold, E. Nuissl, J. Schrader (Hrsg.): Wörterbuch Erwachsenenbildung. Stuttgart 2023, S. 262.
- Videoberatung – Merkmale, Anforderungen, (ungenutzte) Potenziale in der beruflichen Beratung. In: B. Knickrehm, T. Fletemeyer, J. Ertelt (Hrsg.): Berufliche Orientierung und Beratung. Aktuelle Herausforderungen und digitale Unterstützungsmöglichkeiten. Wiesbaden 2023, S. 373–389.

Beiträge in Fachjournalen
- Mikrodidaktisches Planungshandeln von Lehrenden in der Erwachsenenbildung – theoretische und empirische Annäherungen an ein Desiderat. In: Zeitschrift für Weiterbildungsforschung. Heft 3, 2016, S. 317–330. (die-bonn.de)
- Mit Cornelia Maier-Gutheil: Online-Beratung – Formate, Anforderungen, Befunde. In: Kontext. Zeitschrift für Systemische Perspektiven. Heft 2, 2020, S. 110–122.
- Mit Johannes Wahl: Verstehen oder Gauben? Wissenschaftliche Grundbildung in Zeiten von Corona. In: weiter.bilden. Heft 4, 2020, S. 54–56.
- Mit Ingo Matucheck: Strukturelle Probleme, individuelle Krisen? Weiterbildung im Kontext von Beschäftigung(slosigkeit). In: weiter bilden.  Heft 4, 2021, S. 19–22.
- Mit  Clinton Enoch: Rechtliche und konzeptionelle Grundlagen der Beratungen der Bundesagentur für Arbeit. Heft 1, 2022, S. 54–64.
- Traditionelle Antworten der Erwachsenen-/Weiterbildung auf aktuelle Herausforderungen der Individualisierung. In: Schweizerische Zeitschrift für Weiterbildung, Education Permanente (EP). Heft 2, 2023, S. 44–53.

- ChatGPT und die Beratung in Bildung und Beschäftigung – Ein Selbstversuch. In: dvb forum. Heft 2, 2023, S. 23–27.